# Frontera entre Sudáfrica y Lesoto
La frontera entre Sudáfrica y Lesoto es la frontera internacional que separa ambos países. Es la única frontera de Lesoto al ser éste un enclave dentro de Sudáfrica.
La frontera internacional se estableció en 1966 con la independencia del Reino de Lesoto, una región que no se incluyó en la formación de la Unión de Sudáfrica en 1910.
Maseru, capital de Lesoto, es también una ciudad fronteriza ya que se encuentra a orillas del río Caledon, que forma parte de la frontera norte.

## Historia

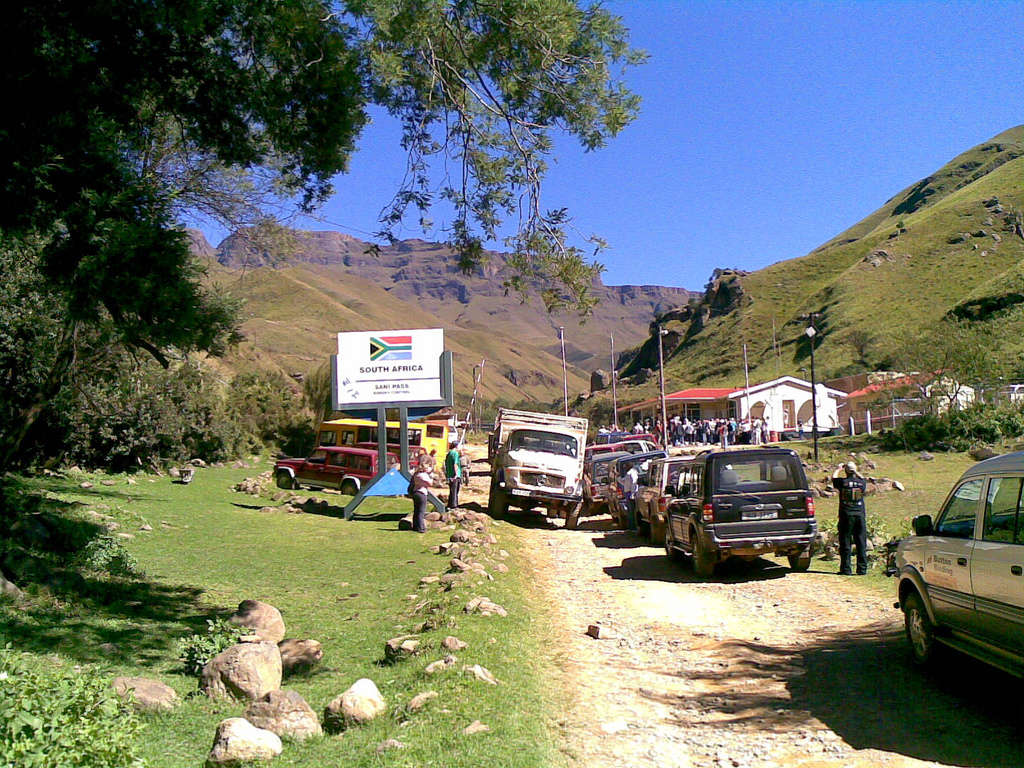
Frontera entre Sudáfrica y Lesoto. Paso de Sani.

En comparación con las tribus vecinas, el pueblo basotho formó una política distinta en la década de 1820 bajo Moshoeshoe I, el primer jefe supremo. En ese momento, el territorio basotho incluía gran parte de lo que hoy es la provincia del Estado Libre de Sudáfrica. Este territorio se perdió en la década de 1850 y 1860 en una serie de guerras entre los basotho y los bóeres del Estado Libre de Orange. En 1868, Basutolandia (como entonces se le conocía) se convirtió en un protectorado británico. Excepto por el período de anexión a la Colonia del Cabo desde 1871 hasta 1884, permaneció en este estado hasta que se logró la independencia como el Reino de Lesoto en 1966.
La frontera entre Basutolandia y el Estado Libre de Orange se definió en la Convención de Aliwal Norte de 1869. Esta frontera fue confirmada por aviso del Alto Comisionado del 13 de mayo de 1870, enmendado por la Notificación del Gobierno n.º 74 del 6 de noviembre de 1871, que también definió la frontera con las colonias del Cabo y de Natal. En este aviso los límites de "Basutolandia Británica" eran descrito de la siguiente manera:

Desde el cruce del Cornetspruit con el río Orange, a lo largo del centro del primero hasta el punto más cercano a Olifantsbeen; desde ese punto, por Olifantsbeen, hasta el punto meridional de Langeberg, a lo largo de la cima de Langeberg hasta su extremo noroeste; de allí al punto oriental de Jammerberg; a lo largo de la parte superior de Jammerberg hasta su extremo noroeste; desde allí por una prolongación de la misma, hasta el río Caledon; a lo largo del centro del río Caledon hasta las cabezas del río Orange en Mont aux Sources; desde allí hacia el oeste a lo largo del Drakensberg, entre las Cuencas del río Orange y el río St. John's hasta la fuente de las Tees; bajando por el centro del río hasta su unión con el río Orange, y bajando por el centro del último río hasta su unión con el Cornetspruit.

Los ríos Cornetspruit, St. John's y Tees ahora se conocen como Makhaleng, Umzimvubu y Tele, respectivamente. Olifantsbeen, Langeberg y Jammerberg son montañas en el área entre el Makhaleng y el Caledon.